# Theobald Boehm
Pour les articles homonymes, voir Boehm.
Theobald Boehm (11 avril 1794 - 25 novembre 1881) est un musicien, flûtiste à la Cour de Bavière, compositeur, facteur d’instruments de musique, acousticien et inventeur bavarois. Fils d’un orfèvre, il est notamment connu pour avoir mis au point la flûte traversière.

## Biographie
Theobald Böhm est né le 9 avril 1794 à Munich. Il est l'aîné d'une fratrie de 11 enfants et a passé presque toute sa vie dans sa maison natale, au 15 rue Altheimer Eck (de), en plein centre de Munich, non loin de l'église Saint-Michel, de l'église Asam, de l'Isartor, de la Residenz et du théâtre. Plus tard, il a par lui-même toujours gravé son nom sous la forme "Boehm" sur les instruments qu'il fabriquait, car ses nombreux clients et collègues étrangers ne comprenaient pas le tréma allemand "ö".
Theobald Boehm suit une formation d'orfèvre et de bijoutier auprès de son père et exerce cette profession à partir de l'âge de 14 ans. Ses œuvres, pour la plupart réalisées d'après ses propres dessins, étaient « remarquablement gravées, ciselées et émaillées et recevaient toujours l'approbation générale » (selon une source contemporaine).
Très jeune, il manifeste un grand intérêt pour la musique et apprend le flageolet.

## Inventions
À partir de 1810, Theobald Boehm prend des cours de flûte traversière chez Johann Nepomuk Kapeller, premier flûtiste de l'orchestre de la cour de Munich depuis 1798, qui habitait dans la même maison que la famille Böhm. Au bout de deux ans seulement, son professeur renvoie son élève au prétexte qu'il ne pouvait plus rien lui apprendre. Dès lors, il commencera à bricoler les flûtes de son professeur pour les améliorer, se construit une flûte pour son usage et apportera par la suite de constantes innovations techniques à ses instruments. Dans l'euphorie de l'amélioration des instruments à vent au XIXe siècle en Europe et disposant des compétences nécessaires d'artisan précis, de bricoleur et de penseur avisé, Theobald Boehm se révélera le rouage essentiel pour conduire à l'invention de la flûte traversière moderne alors que son évolution technique stagnait depuis les travaux de Johann Joachim Quantz  (1697 – 1773) qui avait ajouté une deuxième clef à la flûte de Hotteterre.
L'invention la plus étonnante de cette première époque est une embouchure dorée coulissante sur l'instrument. Kapeller le recommande ensuite au nouveau Théâtre royal de l'Isar, dirigé par le jeune Peter Josef von Lindpaintner où l'on jouait principalement des farces musicales. Le roi Maximilien Ier souhaitait toujours des solos de flûte de la part du jeune flûtiste d'à peine 18 ans. Pendant la journée, Böhm continuait à travailler dans l'atelier de son père. Il commence également à prendre des cours de composition.
Virtuose accompli, Theobald Boehm est reconnu comme le plus grand flûtiste d'Allemagne à son époque. Il a bénéficié au niveau musical de la réunion à Munich en 1778 de la chapelle royale avec la chapelle de la cour de Mannheim, appelée l'« école de Mannheim » autour du prince électeur Charles-Théodore, et a ainsi pu voir dans sa ville des virtuoses itinérants comme Louis Spohr ou Franz Liszt.
En 1820, il présente son premier opus, le concerto pour flûte dédié au virtuose Anton Bernhard Fürstenau ; parallèlement il se marie en octobre de la même année avec Anna Rohrleitner, avec laquelle il fondera une grande famille.
Entre 1821 et 1831, il donne des concerts en Europe (notamment à Leipzig, Dresde, Berlin, Vienne, Zurich, Londres, Prague, Strasbourg...), interprétant souvent ses propres compositions et jouant sur des flûtes faites dans son propre atelier munichois. Il voyage aussi en Italie et en Suisse et rencontre des facteurs et des musiciens dans chque ville qui lui permettent de réfléchir aux améliorations possibles et aux moyens d'outrepasser les limitations de son instrument (dépendance de la position et de la taille des trous par rapport à la taille de la main humaine, augmenter la puissance sonore, commander 12 trous avec neuf doigts pour produire une échelle chromatique complète...). Il a joué dans les mêmes concerts que Paganini et la légendaire soprano colorature Angelica Catalani. Durant l’un de ses voyages à Londres, il rencontre le flûtiste anglais Charles Nicholson (en) dont le jeu tout en puissance le séduit. Il décide alors de créer un nouveau système qui permettrait de produire un son aussi puissant que les flûtes anglaises à très grands trous de l'époque, tout en améliorant la justesse de l'instrument, laquelle était problématique depuis toujours.
En 1829, il ouvre un atelier de facture de flûtes à Munich car la qualité des instruments des facteurs de flûtes ne le satisfait pas. Il s'est d'abord concentré sur les aspects techniques plutôt que sur la sonorité. Il commence par remplacer les chevalets en bois par des tourillons en métal pour le montage de huit ou neuf clés sur le corps et reprend l'idée anglaise de placer une coulisse d'accord à la tête. La qualité de sa facture se distingue par un travail artisanal très soigné des matériaux comme le bois, l'ivoire et le laiton. L'élégance et la précision de ses instruments sont semblables selon ses contemporains à des instruments astronomiques. Les flûtes de Boehm trouvèrent leur public principalement en France et en Angleterre, en particulier pour  leur facilité de jeu, mais il manquait toujours à Boehm la puissance sonore des instruments de facture anglaise.
Il met alors au point en 1832 la première flûte « système Boehm » (par opposition aux systèmes précédents, dits « systèmes simples »), qui est adoptée par de célèbres flûtistes de l’époque, mais rencontre également une forte opposition, notamment celle de Jean-Louis Tulou du Conservatoire de Paris. Ce modèle est adopté par le conservatoire de Bruxelles.
À partir de 1833, il travaille sur un nouveau type de piano en coopération avec le professeur Karl Emil von Schafhäutl, métallurgiste expérimenté.
En 1833, il rencontre le capitaine William Gordon, qui fait construire ses propres flûtes dans l'atelier de Boehm et dont Boehm se serait inspiré pour son invention.
En 1837, Paul-Hippolyte Camus, premier flûtiste à l'Opéra Italien, et quelques collègues promeuvent ce modèle à Paris auprès des flûtistes et des facteurs d'instruments qui s'intéressent alors à cette invention. Le facteur Louis Auguste Buffet et son testeur Victor Coche, professeur de flûte au Conservatoire de Paris (1831-1841), améliorent ce modèle (axe de clef, ressort en aiguille...) ainsi que Louis Dorus, flûtiste solo à l'Opéra de Paris, qui ajoute le système de la clé de sol# pour faciliter la transition des musiciens vers les nouveaux doigtés. Ces innovations permirent l'adoption d'une version française de la flûte de Boehm par le Conservatoire de Paris en 1838. Ce modèle rencontre également du succès auprès des flûtistes à Londres dans la foulée.
En 1839, il ferme son atelier de flûtes pour se consacrer à d'autres activités compte-tenu du manque de succès de son modèle de flûte.
Il apprend cependant que son modèle gagne de nouveaux adeptes à Paris et à Londres.
Entre 1843 et 1847, il étudie l'acoustique à l'université de Munich auprès du professeur Karl Emil von Schafhäutl qui restera son ami. Avec lui, il développe un procédé breveté pour obtenir une fonte plus pure du minerai de fer. Il découvre une possibilité de réutiliser les gaz produits lors de la fonte, invente une lunette reliée à une carte géographique pour lutter contre les incendies et bien d'autres choses encore. Malheureusement, une de ses nombreuses expériences lui causera des dommages irréversibles à la vue.
Il décide en 1846 de construire une flûte à alésage cylindrique afin d'améliorer la justesse et la projection de son modèle de 1832. Cette forme de perce en cylindre avait été abandonnée depuis 150 ans au profit d'une perce conique.
En 1847, il construit sa nouvelle flûte en métal, dont le corps est à perce cylindrique et la tête conique selon une démarche d'acousticien (choix du diamètre de perce, positionnement et diamètre des trous pour la justesse, choix des matériaux...) qu'il consigne dans ses écrits publiés la même année, tout en conservant le mécanisme d'anneaux mobiles du modèle de 1832.
C'est cet instrument qui donnera naissance à la flûte traversière moderne. Il rouvre son atelier la même année pour fabriquer des flûtes en métal moins sensibles à l'humidité que celles en bois.
Dès 1847, il vend le brevet de ce second modèle de flûte "système Boehm" aux mêmes facteurs d'instruments de musique que celui du modèle de 1832, Rudall & Rose à Londres et à la maison Clair Godfroy aîné gérée par son beau-fils Louis Lot à Paris.
En 1848, Theodor Boehm est obligé de prendre une retraite anticipée en tant que flûtiste de l'orchestre royal de la cour de Bavière, car sa vue endommagée l'empêchait de lire les notes. Il se consacre alors à l'enseignement avec dévouement et se produit en soliste.
Lors de l’Exposition universelle de Londres de 1851, Hector Berlioz, qui fait partie d’une mission d’étude envoyée par le Ministère du Commerce, découvre les instruments présentés par Boehm et rédige un rapport en sa faveur dans lequel il écrit: « M. Boëhm (de Munich) a obtenu une grande médaille pour l’application d’un nouveau système de perce aux instruments à vent à trous, tels que les flûtes, les hautbois, les clarinettes et les bassons. […] l’application ingénieuse que M. Boëhm en a faite, pour les flûtes surtout, méritait sans doute qu’on attirât sur elle l’attention des artistes et du public par la distinction qui lui a été accordée. M. Boëhm fait la plupart de ses flûtes en argent. Le son de ces instruments est doux, cristallin […]. Ce nouveau système a pour avantage de donner, aux instruments à vent à trous, une justesse presque irréprochable, et de permettre aux exécutants de jouer sans difficulté, dans des tonalités presque impraticables sur les instruments anciens. Le doigté des instruments de Boëhm diffère essentiellement de celui que l’on emploie sur les autres de la même espèce; de là, l’opposition que font beaucoup d’artistes à la généralisation du nouveau système. Il leur en coûte trop de recommencer l’étude de leur instrument […]. Nous ne doutons pas, néanmoins, qu’avant peu le système de Boëhm ne triomphe, et il faut féliciter les jurys de l’Exposition universelle de l’avoir compris. » Dès lors, et surtout après son adoption au Conservatoire de Paris en 1860 par le nouveau professeur Louis Dorus, cette flûte moderne supplante le modèle "système simple" en France puis dans le monde à partir de la seconde moitié du XIXe siècle.
La flûte Boehm possède un mécanisme plus complexe que les précédentes, car l'emplacement des trous est fixé en fonction de la hauteur du son et non de la dimension de la main. Les doigts placés sur les plateaux ou les clés commandent l'ouverture ou la fermeture d'un ou de plusieurs trous éloignés par l'intermédiaire de tringles.
Le doigté adopté reprend cependant la base de la gamme en ré de l'ancienne flûte, ne modifiant que celui de 5 notes sur les 12 de la gamme chromatique : fa, fa# (doigtés de ces 2 notes inversés), si, si{\displaystyle \flat } et do, ajoutant des mécanismes facilitant l'exécution de certaines combinaisons (notamment certains trilles) et l'émission de notes suraiguës. Ce choix a facilité, malgré quelques résistances, l'adoption de la nouvelle flûte par les musiciens qui pratiquaient l'ancien système. Les doigtés sont plus rationnels (les Si bémol, Fa bécarre ou Do bécarre en particulier sont considérablement facilités) et permettent de jouer plus facilement dans toutes les tonalités. L'émission des notes du troisième octave est plus facile et leur justesse meilleure. La tessiture de l'instrument est étendue dans l'aigu.
Ce système est adapté à l'ensemble des instruments de la famille des flûtes, piccolo existant à l'époque, flûte alto dont des modèles furent construits par Boehm, flûtes basse et hyperbasse apparues dans la deuxième moitié du XXe siècle et plusieurs instruments transpositeurs plus rares.
Le système Boehm fut appliqué avec plus ou moins de succès à d’autres instruments à vent de la famille des bois, notamment le saxophone, la clarinette et le hautbois.
En 1854, il invente la flûte alto en sol, pour laquelle il dédie un concerto et a écrit des arrangements. On dit qu'elle était sa flûte préférée dans ses dernières années.
En 1860, il cède pour la deuxième fois son atelier et se retire lentement de la vie active. Il continue à s'occuper de la correspondance et du contrôle final. Il continue toujours à réfléchir inlassablement aux optimisations possibles et joue quotidiennement de la flûte alto, son instrument préféré. Il entretient de bonnes relations avec ses sept fils et sa fille.
En 1881, Theobald Boehm meurt à l'âge de 87 ans dans sa maison familiale.
Theobald Boehm est aussi à l’origine d’inventions dans des domaines variés : la manufacture de pianos et celle de boîtes à musique, les cheminées de locomotive à vapeur, et un télescope pour localiser des feux.

## Galerie
Aujourd'hui, il subsiste toujours environ 300 flûtes de Boehm dont la moitié sont visibles dans les musées du monde entier.

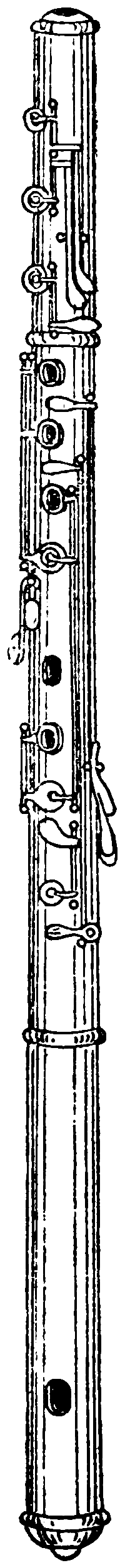
Flûte de Boehm (1832).
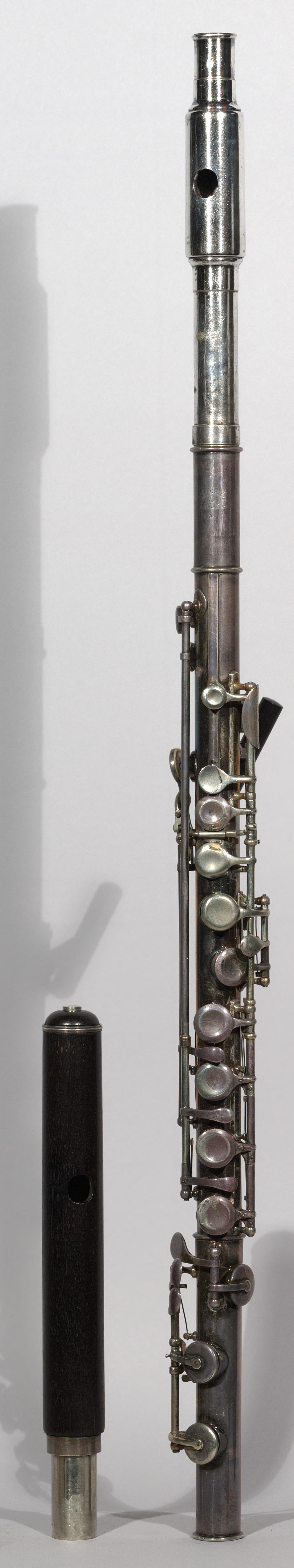
Flûte en ut de Theobald Boehm, en métal, fabriquée par Boehm lui-même, no 19, Munich, vers 1850.
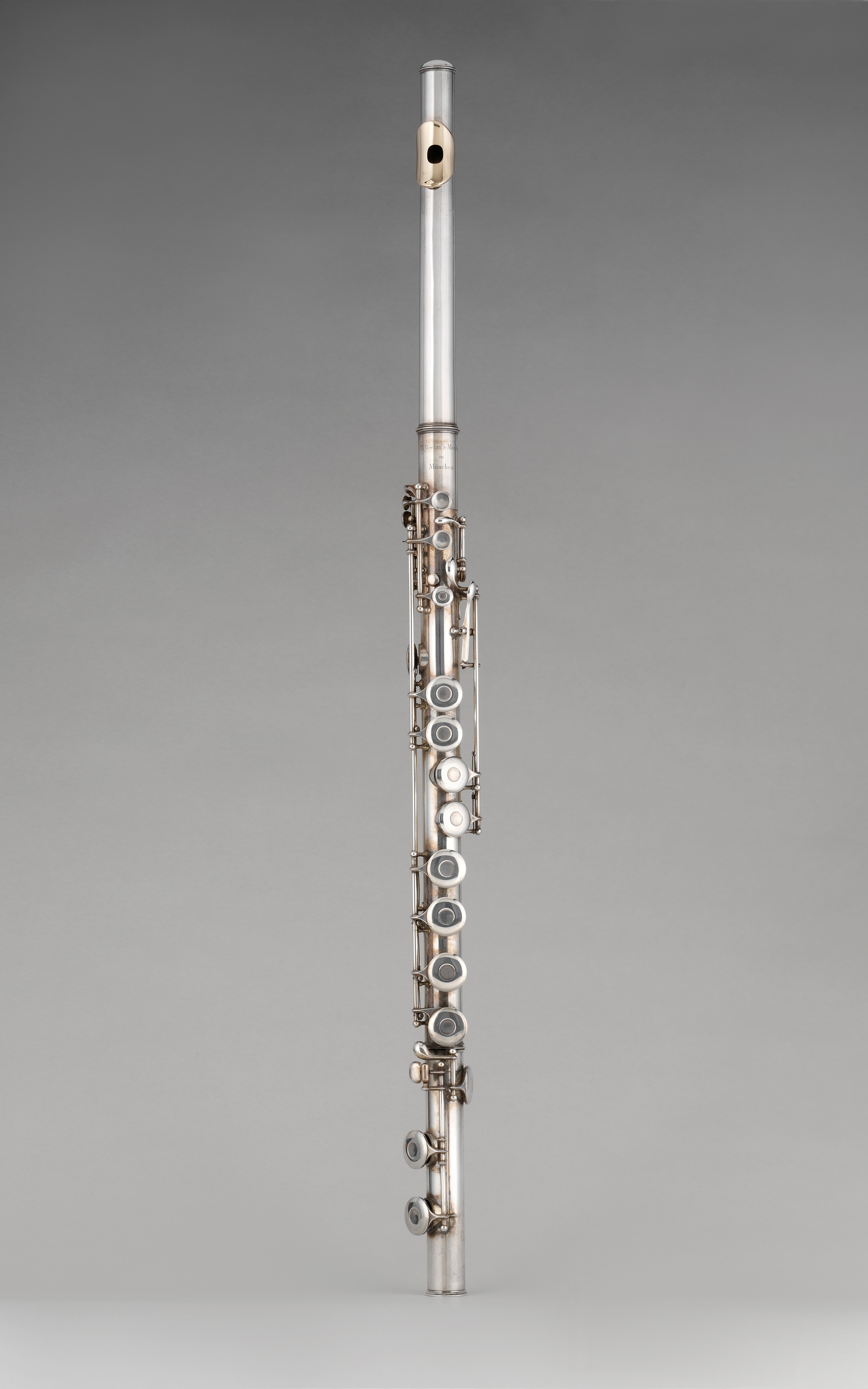
Flûte alto, fabriqué par Boehm & Mendler (vers 1880).

## Exploitation des brevets de 1832 et 1847 sur l'invention de la flûte de Boehm
Conjointement avec le fils de Clair Godfroy, Vincent Hypolite Godfroy, le facteur de flûte Louis Lot construit en 1839 sous licence le premier modèle français de flûte d'après le modèle à anneaux mobiles de Theobald Böhm de 1832. Ce modèle a été amélioré, en 1837 par le facteur Auguste Buffet, Victor Coche et le flûtiste Louis Dorus, notamment pour faciliter l'adoption des nouveaux doigtés de flûte. Ce modèle français est autorisé au conservatoire de Paris dès 1838 et rencontre un succès à Paris puis à Londres auprès d'un nombre grandissant de flûtistes.
En 1847, la société de Louis Lot reçoit à nouveau l'autorisation  pour exploiter en France le deuxième brevet du modèle système Boehm basé sur l'invention d'une perce cylindrique, qui pose les bases de la flûte traversière moderne (médaille d'or de l'exposition universelle de Londres de 1851, médaille d'or de l'exposition de Paris de 1855).

## Écrits
- (de) Über den Flötenbau und die neuesten Verbesserungen desselben [« De la fabrication des flûtes, et des dernières améliorations apportées »], Mayence, Schott, 1847, 59 p. (OCLC 162982776, lire en ligne).
- Theobald Böhm, De la fabrication et des derniers perfectionnements des flûtes: Notice traduite de l'allemand, Paris, C. Godefroy aîné, 1848, 46 p. (lire en ligne) :« La dédicace est adressée à l'attention de Louis Dorus, première flûte solo du Théâtre de la Nation. »
- (de) Die Flöte und das Flötenspiel in akustischer, technischer und artistischer Beziehung [« La flûte et le jeu de la flûte, et leurs caractéristiques techniques, acoustiques et artistiques (dans le système Boehm) »], Leipzig, 1871.

## Œuvres principales
Ses compositions majeures sont identifiées par 47 opus, et 54 arrangements sans opus, dont beaucoup pour la flûte alto. Il existe des comptes rendus de concerts euphoriques.
- Concerto en Sol Majeur, Opus 1, pour flûte et piano.
- Variations sur l'air de Nel cor più non mi sento, Opus 4 (1822), issu de La molinara (it) de Giovanni Paisiello: pour flûte et piano.
- Divertissement, Opus 11, pour flûte et piano.
- Fantaisie sur un thème écossais, Opus 14 (1829), pour piano et flûte. Écrite en collaboration avec le pianiste J. R. Ogdon.
- 12 études, Opus 15, pour flûte seule.
- Grande polonaise, Opus 16 (1831), en Ré majeur, pour flûte et piano.
- Variations brillantes sur un air suisse, Opus 20, pour flûte et piano.
- Fantaisie sur un air de F. Schubert - Le désir, Opus 21, en La bémol majeur.
- Fantaisies (variations brillantes sur un air allemand Du, du liegst mir im Herzen), Opus 22 (1840), en Mi majeur, pour piano et flûte.
- Theobald Boehm, 24 Etudes - Caprices, Opus 26, Billaudot, 2000 (ISMN 9790043010203). Études pour flûte seule.
- Fantaisie sur des airs écossais, Opus 25, pour piano (réductions) et flûte.
- Andante pastorale, Opus 31.
- Andante, Opus 33, pour flûte et piano.
- Larghetto, Opus 35, pour flûte et piano.
- 24 études mélodiques, Opus 37, pour flûte seule.
- Élégie, Opus 47 (1881), en La bémol majeur, pour piano et flûte.
- Pièce facile en Do majeur, Opus 67.
- Romance en Fa majeur, Opus 68.

## Arrangements principaux
Theobald Boehm est connu également pour ses arrangements.
- Mozart: Andantes, en Do majeur, KV 285e: pour flûte et orchestre.
- Rossini: Duettinos, en Ré majeur, No 66: pour 2 flûtes et piano.
- Carl Maria von Weber: 
  - Pièce facile, en Do majeur, No 67: pour 2 flûtes et piano.
  - Romances, en Fa majeur, No 68: pour 2 flûtes et piano.
- Mendelssohn et Lachner: Trois Duos, opus 33: pour 2 flûtes et piano.
- Franz Schubert: Trois airs de Schwanengesang: pour flûte alto et piano.